# 幸島村 (茨城県)
幸島村（こうじまむら）は茨城県猿島郡に属していた村。

## 地理
現在の古河市の北西部、旧三和町の北部に位置する。
- 河川：西仁連川

## 歴史
村名は、かつて存在した地名である上幸島に由来する。

### 村域の変遷
- 1889年（明治22年）4月1日 - 町村制施行により、諸川宿、仁連宿、五部村、上和田村、駒込村、上片田村、下片田村、大和田村、新和田村、諸川新田が合併し猿島郡幸島村が成立する。
- 1955年（昭和30年）2月11日 - 猿島郡八俣村、結城郡名崎村と合併し三和村（みわむら）となる。同日幸島村廃止。
- 1969年（昭和44年）1月1日 - 三和村が町制施行・改称して三和町（さんわまち）となる。
- 2005年（平成17年）9月12日 - 三和町が古河市、総和町と合併し新古河市が発足。

変遷表
| 1868年 以前 | 1868年 以前 | 明治22年 4月1日 | 昭和30年 2月11日 | 昭和44年 1月1日 | 平成17年 9月12日 | 現在   |
| ----------- | ----------- | --------------- | ---------------- | --------------- | ---------------- | ------ |
|             | 諸川村      | 幸島村          | 三和村           | 町制            | 古河市           | 古河市 |
|             | 五部村      | 幸島村          | 三和村           | 町制            | 古河市           | 古河市 |
|             | 上和田村    | 幸島村          | 三和村           | 町制            | 古河市           | 古河市 |
|             | 諸川新田    | 幸島村          | 三和村           | 町制            | 古河市           | 古河市 |
|             | 下片田村    | 幸島村          | 三和村           | 町制            | 古河市           | 古河市 |
|             | 大和田村    | 幸島村          | 三和村           | 町制            | 古河市           | 古河市 |
|             | 上片田村    | 幸島村          | 三和村           | 町制            | 古河市           | 古河市 |
|             | 駒込村      | 幸島村          | 三和村           | 町制            | 古河市           | 古河市 |
|             | 新和田村    | 幸島村          | 三和村           | 町制            | 古河市           | 古河市 |
|             | 仁連村      | 幸島村          | 三和村           | 町制            | 古河市           | 古河市 |

## 大字
- 諸川（もろかわ）
- 五部（ごへい）
- 上和田（かみわだ）
- 諸川新田（もろかわしんでん）
- 下片田（しもかただ）
- 大和田（おおわだ）
- 上片田（かみかただ）
- 駒込（こまごめ）
- 新和田（しんわだ）
- 仁連（にれい）

## 人口・世帯

### 人口
総数 [単位： 人]
| 1891年（明治24年） | 4,392 |
| 1920年（大正 9年） | 6,285 |
| 1935年（昭和10年） | 7,136 |
| 1950年（昭和25年） | 8,864 |

### 世帯
総数 [単位： 世帯]
| 1920年（大正 9年） | 1,029 |
| 1935年（昭和10年） | 1,162 |
| 1950年（昭和25年） | 1,416 |

## 交通

### 道路
- 二級国道
  - 国道125号